# Seymour Chwast
Seymour Chwast (* 18. August 1931 in New York City) ist ein US-amerikanischer Grafikdesigner, Illustrator, Typograf und Lehrer.

## Leben
Chwast studierte zusammen mit Milton Glaser von 1948 bis 1951 an der Cooper Union in New York und gründete 1954 zusammen mit Glaser sowie Reynold Ruffins und Edward Sorel das grafische Büro Push Pin Studios in New York. Chwast war von 1955 bis 1980 Artdirector der hausinternen Zeitschrift Push Pin Graphic und übernimmt nach dem Tod des Designers Herb Lubalin 1982 die Leitung von Lubalins Studio; jetzt umbenannt in Push Pin Lubalin Peckolik. 1983 wird Chwast in die Hall of Fame des Art Directors Club aufgenommen. Seit 1985 ist er Direktor der Push Pin Group. Er unterrichtete Design an der School of Visual Arts und an der Cooper Union in New York.

## Werk
Seymour Chwast zeichnet mit seiner verspielten Handschrift (er ist Linkshänder) und seinen oft humorvollen Designs für unzählige Plakate, Schallplattencover Buch- und Zeitschriftenillustrationen, u. a. für Life, die New York Times und das Time Magazine verantwortlich. Überdies entwarf er zahlreiche Schriften. Chwasts Auftraggeber waren auch Mobil Oil, diverse Papierfirmen, die Büchergilde Gutenberg oder die Frankfurter Allgemeine Zeitung.

## Publikationen
- The left-handed Designer. 1985, ISBN 0810912899
- zusammen mit Steve Heller: Illustration: A Visual History, Abrams, New York City, NY 2008 ISBN 978-0-8109728-4-1
- Buchillustrationen für unterschiedliche Autoren
- Chwast hat 2010 die Göttliche Komödie von Dante als Comic adaptiert und gezeichnet. Die deutsche Ausgabe ist 2011 erschienen: Seymour Chwast: Dantes Göttliche Komödie, Hölle, Fegefeuer, Paradies. aus dem Englischen von Reinhard Pietsch, Knesebeck München 2011 ISBN 978-3-86873-339-6

## Schriftentwürfe
- Buffalo (1981)